# Luzay
Luzay és un municipi francès situat al departament de Deux-Sèvres i a la regió de la Nova Aquitània. L'any 2007 tenia 539 habitants.

## Demografia

### Població
El 2007 la població de fet de Luzay era de 539 persones. Hi havia 218 famílies de les quals 44 eren unipersonals (20 homes vivint sols i 24 dones vivint soles), 79 parelles sense fills, 83 parelles amb fills i 12 famílies monoparentals amb fills.
La població ha evolucionat segons el següent gràfic:
Habitants censats

### Habitatges
El 2007 hi havia 256 habitatges, 217 eren l'habitatge principal de la família, 34 eren segones residències i 5 estaven desocupats. 255 eren cases i 1 era un apartament. Dels 217 habitatges principals, 190 estaven ocupats pels seus propietaris, 25 estaven llogats i ocupats pels llogaters i 2 estaven cedits a títol gratuït; 1 tenia una cambra, 3 en tenien dues, 20 en tenien tres, 50 en tenien quatre i 144 en tenien cinc o més. 185 habitatges disposaven pel capbaix d'una plaça de pàrquing. A 72 habitatges hi havia un automòbil i a 131 n'hi havia dos o més.

### Piràmide de població
La piràmide de població per edats i sexe el 2009 era:
| Homes | Edats   | Dones |
| ----- | ------- | ----- |
| 4     | 95 o +  | 0     |
| 0     | 90 a 94 | 8     |
| 4     | 85 a 89 | 0     |
| 0     | 80 a 84 | 0     |
| 16    | 75 a 79 | 12    |
| 8     | 70 a 74 | 20    |
| 8     | 65 a 69 | 12    |
| 12    | 60 a 64 | 4     |
| 12    | 55 a 59 | 16    |
| 32    | 50 a 54 | 16    |
| 20    | 45 a 49 | 24    |
| 32    | 40 a 44 | 20    |
| 28    | 35 a 39 | 28    |
| 12    | 30 a 34 | 20    |
| 4     | 25 a 29 | 4     |
| 4     | 20 a 24 | 12    |
| 44    | 15 a 19 | 24    |
| 24    | 10 a 14 | 36    |
| 20    | 5 a 9   | 16    |
| 4     | 0 a 4   | 8     |

## Economia
El 2007 la població en edat de treballar era de 360 persones, 287 eren actives i 73 eren inactives. De les 287 persones actives 280 estaven ocupades (152 homes i 128 dones) i 7 estaven aturades (1 home i 6 dones). De les 73 persones inactives 33 estaven jubilades, 23 estaven estudiant i 17 estaven classificades com a «altres inactius».

### Ingressos
El 2009 a Luzay hi havia 230 unitats fiscals que integraven 587,5 persones, la mediana anual d'ingressos fiscals per persona era de 18.354 €.

### Activitats econòmiques
Dels 13 establiments que hi havia el 2007, 4 eren d'empreses de construcció, 3 d'empreses de comerç i reparació d'automòbils, 2 d'empreses d'hostatgeria i restauració, 1 d'una empresa financera i 3 d'empreses de serveis.
Els 3 serveis als particulars que hi havia el 2009 eren paletes.
L'any 2000 a Luzay hi havia 19 explotacions agrícoles que ocupaven un total de 910 hectàrees.

## Equipaments sanitaris i escolars
El 2009 hi havia una escola elemental.

## Poblacions més properes
El següent diagrama mostra les poblacions més properes.